# Nag Hammadi
Nag Hammadi is een plaats in Egypte met ongeveer 61.700 inwoners in 2023. De plaats ligt langs de Nijl in het gouvernement Qina. De naam Nag Hammadi is in het Arabisch: نجع حمادي, transliteratie: Nadj` Hammadi. De plaats bestond al in de klassieke oudheid en werd toen in het Grieks Χηνοβόσκιον genoemd, Chenoboskion. Dat betekent ganzenhoederij of ganzenweide en komt van χήν, chēn, gans, en βοσκέω, boskeō, dat weiden of hoeden betekent.
Er zijn hier in december 1945 op een begraafplaats van een tot ruïne vervallen klooster de Nag Hammadigeschriften gevonden. Zij zaten in een kruik en het betrof 13 codices, oude christelijke tekst in het Koptisch uit de 4e eeuw.
Negen kopten werden er op 7 januari 2010 door moslimfundementalisten vermoord toen zij de kerk uitgingen. Er werd vanuit een voorbijkomende auto op de kerkgangers geschoten.
Er wordt aluminium en suiker gewonnen.